# Julia Gippenrejter
Julia Borisowna Gippenrejter (ros. Юлия Борисовна Гиппенрейтер; ur. 25 marca 1930 w Moskwie) – radziecka i rosyjska psycholog, kandydat nauk pedagogicznych (na podstawie rozprawy pod kierunkiem Aleksieja Leontjewa), doktor nauk psychologicznych, profesor katedry psychologii ogólnej Moskiewskiego Uniwersytetu Państwowego im. M.W. Łomonosowa.